# Гретна (Луизијана)
Гретна (енгл. Gretna) град је у америчкој савезној држави Луизијана.

## Демографија
По попису из 2010. године број становника је 17.736, што је 313 (1,8%) становника више него 2000. године.
| Група             | 2000.         | 2010.         |
| Белци             | 9.282 (53,3%) | 8.505 (48,0%) |
| Афроамериканци    | 6.191 (35,5%) | 6.081 (34,3%) |
| Азијати           | 543 (3,1%)    | 474 (2,7%)    |
| Хиспаноамериканци | 1.105 (6,3%)  | 2.454 (13,8%) |
| Укупно            | 17.423        | 17.736        |